# Gonia virescens
Gonia virescens là một loài ruồi trong họ Tachinidae.